# Place de la République (Rennes)
Pour les articles homonymes, voir Place de la République.
La place de la République est une place du centre-ville de Rennes en Bretagne.

## Situation et accès
Cette place est rectangulaire avec le côté nord qui a hérité son caractère rectiligne de l'ancien quai fluvial et le côté sud, orné et borné par le palais du Commerce, lui-même édifié au début du XXe siècle un peu en retrait du quai opposé ; l'est offre au-delà du pont Jean-Jaurès une perspective sur la rivière et ses quais routiers, tandis qu'à l'ouest s'étend le parc de stationnement également aménagé sur la rivière jusqu'à la place de Bretagne et les ponts de la Mission et de Bretagne où la rivière réapparaît juste avant sa jonction avec le canal d'Ille-et-Rance.
Cette place, desservie par la station de métro République, la plus centrale de la ligne, est un point de passage pour de nombreuses lignes de bus du réseau STAR, notamment les lignes qui empruntent un moment, soit vers l'est soit vers l'ouest, les quais de la Vilaine de part et d'autre de la place, celle-ci s'étendant pour l'essentiel au-dessus de cette rivière, canalisée et recouverte dans ce secteur de la ville.

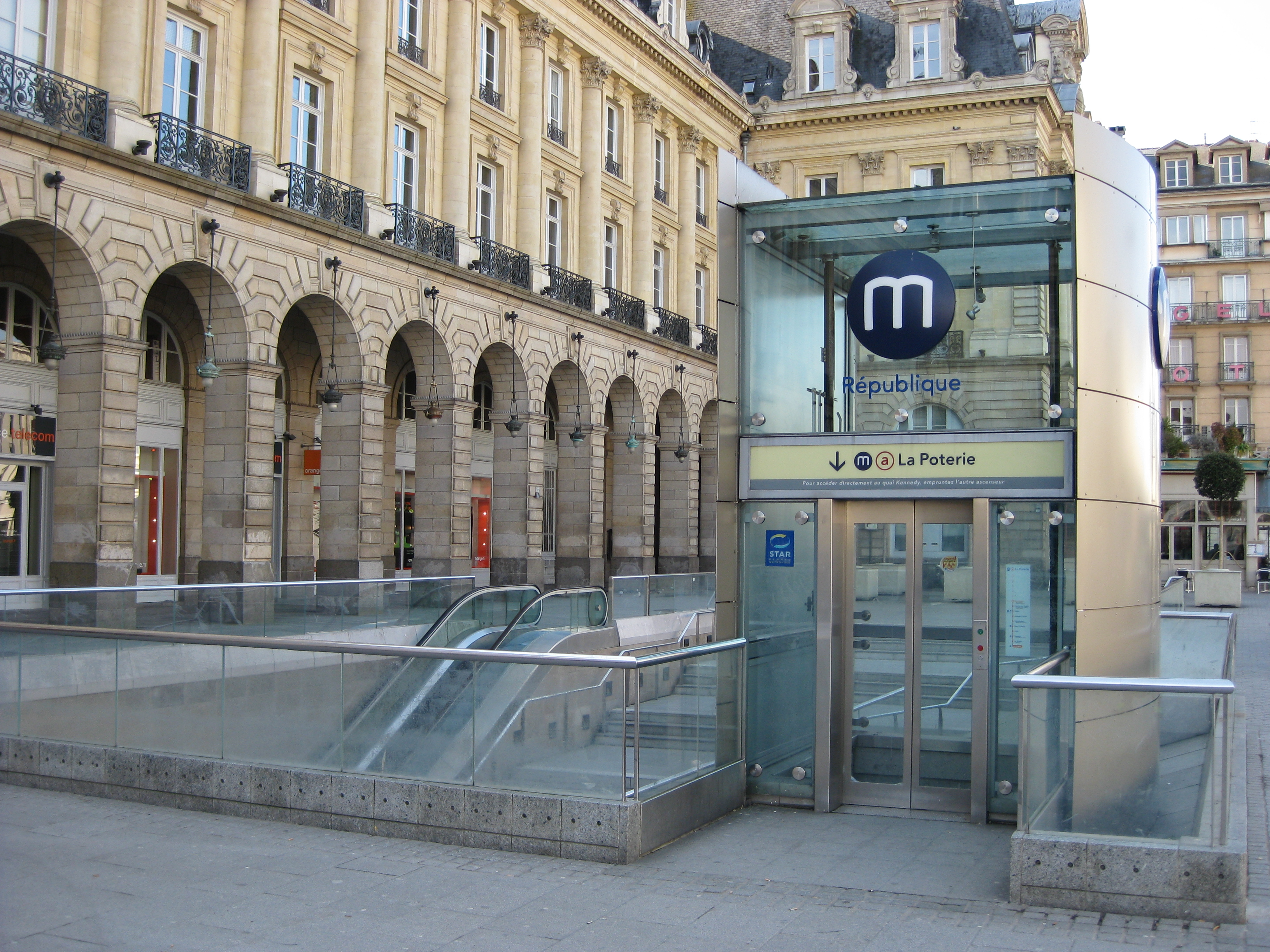
Entrée ouest devant les arcades du palais.

Située en centre-ville, elle permet la desserte de nombreux commerces : elle se trouve comme la place de la Mairie (quelques dizaines de mètres plus au nord) sur l'axe principal emprunté par les piétons et autres chalands entre les rues commerçantes plus au nord et celles plus au sud (notamment les Halles centrales, le centre commercial des Trois soleils et celui tout proche de Colombia).
Située également sur un axe routier est-ouest (quais) longtemps important voire principal, l'accès de la place aux véhicules à moteur a pourtant été progressivement réduit en fin du XXe siècle pour être réservé aux bus - excepté la voie nord qui accueille encore au début du siècle actuel un trafic modéré et à vitesse réduite dans le sens est-ouest.
Son côté sud est principalement constitué du palais du Commerce et était naguère traversé en son arcade centrale par une étroite voie de circulation maintenant réservée aux piétons, ce qui faisait de ce monument une porte entre la partie nord et la partie sud de la ville « mais une porte regardant vers le Nord, vers le cœur de la ville » .
Si au nord de la place, la circulation motorisée est apaisée depuis 2020 en étant limitée aux riverains et aux vélos, la multitude de bus circulant devant le palais du Commerce, dans les deux sens et en période d'affluence perpendiculairement aux flux de piétons, requiert des conducteurs et des piétons vigilance et prudence. En 2020, la municipalité annonce un projet de réaménagement de la place, dans le but de « redevenir une place centrale majeure, un lieu de destination plutôt qu’un lieu de passage », en réduisant le trafic des bus.

## Historique
Le site de la place se situe - selon une approche anachronique - au niveau de la seconde enceinte de la ville, achevée en 1448, et qui passerait en son centre ainsi que la Vilaine quelques mètres plus au Sud, le cours de celle-ci étant alors orienté de l'angle sud-ouest vers un point un peu en dessous de l'angle nord-est .
La place de la République n'est pas vraiment la première place du secteur. Sa partie centrale correspond à l'ancienne cale de Nemours ou cale du Pré-Botté avant que la Vilaine ne soit recouverte entre les ponts de Nemours et de Berlin ; il s'agissait donc déjà d'un lieu essentiel à l'activité de la ville quand celle-ci était liée à son fleuve. La cale du Pré-Botté avait été elle-même aménagée entre 1840 et 1844 au détriment de la place du Pré-Botté, lieu de marché près de la Vilaine.
Rennes a environ quatre-vingt mille habitants quand la création de la place de la République est entreprise par la couverture de la Vilaine en 1912 et 1913 à l'initiative et impulsion du maire Jean Janvier, elle-même permise par le recours au béton armé. La place repose sur les soixante-cinq arcs d'origine, sauf destruction partielle en 1944, et elle est pensée « comme un parterre au palais du Commerce ». L'année suivant l'achèvement, 31 mai ou 1er juin 1914, la place est honorée de la visite du président de la République Raymond Poincaré.
Depuis sa création à la suite de la couverture de la rivière, jusqu'à son réaménagement dans les années 1980, l'aménagement consistait uniquement en un simple jardin à la française. Des cartes postales lui ont été consacrées dès l'origine « Les nouveaux jardins » sur la Vilaine, puis « Les jardins sur la Vilaine » . Ce jardin a été entouré sauf au sud (il n'y avait pas de circulation) par un fort muret de pierre blanche formant une balustrade surmontée de lampadaires en candélabre à trois branches. Ces jardins tout en conservant leur allure sévère ont marginalement évolué ainsi que leur usage : tantôt les bancs publics sont à l'intérieur et tournés vers le centre, tantôt ils s'alignent en périphérie et s'offrent davantage aux passants, le jardin lui-même pouvant être fermé.
Les premières cartes postales centrées sur le palais du Commerce encore réduit à sa moitié ouest permettent de constater que s'étendait seulement à ses abords un terre-plein absolument nu et dépourvu de toute voie de circulation. Un cliché antérieur de quelques années montre le bâtiment (vraisemblablement proche de son achèvement) encadrant encore la cale du Pré-Botté qui a contribué ainsi à lui donner son allure architecturale.
Au sud-est, la petite gare des bus de l'axe nord-sud, dans le prolongement du palais du Commerce, est située à peu près à l'emplacement de la Halle-aux-Toiles démolie à partir de 1923, donc dans les premières décennies de la place de la République. La halle fut un moment reconvertie en bourse du commerce
Avant la Seconde Guerre mondiale, les lignes de tramway de Rennes desservent la place (pont de Nemours et pont de Berlin, aujourd'hui Pont Jaurès), par les ponts sur la Vilaine. La place de la Mairie est cependant le centre névralgique du réseau.
Jusqu'en 1931, la statue en bronze du maire Edgard Le Bastard à l'origine de la création du palais du Commerce, inaugurée le 14 juillet 1895 et tournée vers le Nord, ornait la place en son centre, avant qu'elle soit transférée sur la place Hoche, puis fondue par les Allemands lors de la Seconde Guerre mondiale.
Une partie de la fréquentation de la place a longtemps été due principalement à la présence du palais du Commerce - achevé pour sa moitié ouest en 1911, puis en totalité en 1929 - et particulièrement dès 1890 de l'administration sur plusieurs étages de la Poste et du télégraphe (Hôtel des Postes), rejoint par l'École régionale des Beaux-Arts. Le rez-de-chaussée façade nord est toujours (2010) dédié aux télécommunications avec un bureau de poste et un espace de vente de téléphonie de part et d'autre de l'arcade centrale. Le palais du Commerce a également accueilli le Cercle militaire et une station de radio (Radio Rennes-PTT dès 1926, puis Radio Bretagne).
L'incendie du bâtiment causé par l'orage, le 29 juillet 1911, est le sujet de plusieurs cartes postales, souvent reproduites dans les ouvrages sur la ville : alors qu'il était pratiquement achevé, le feu et l'eau des pompiers laissent un bâtiment réduit à ces murs, comme le sera le Parlement de Bretagne en fin de siècle (1994), et comme dans ce cas, une réaction générale s'est produite, notamment au niveau de l'État, pour mener à bien la restauration et dans le cas du palais du Commerce pour réaliser la partie symétrique de la moitié ouest.
L'influence de la Poste, longtemps seul bureau de la ville, les étages étant de plus occupés essentiellement par les divers services de compétence départementale voire régionale, s'étalait sur la place qui lui faisait comme un parvis, jusqu'à faire désigner cet espace comme les « jardins de la Poste » .
Autre composante incontournable des lieux, le café de la Paix s'avance depuis la création du palais au rez-de-chaussée de l'aile ouest à proximité de ce qui fut le pont de Nemours. « Haut lieu de la vie rennaise » au début du XXe siècle, le journal L'Illustration lui consacre un article le 19 août 1899 en raison de l'affluence notable et cosmopolite qui s'y presse durant le procès Dreyfus. Jean Jaurès lui-même le fréquente.
Un autre motif de fréquentation, commercial celui-ci, est la présence depuis les années 1930 d'une grande surface, sur quatre étages, dont la porte d'entrée principale occupe précisément l'angle nord-ouest (rue de Rohan) ; longtemps la principale grande surface de Rennes avec un Prisunic plus au Nord. Une grande librairie s'est installée dans les années 1980 sur deux étages juste en face du palais du Commerce.
Au début des années 1960, l'ère du « tout-automobile » et la fréquentation croissante du centre amènent la prolongation de la couverture de la Vilaine à l'ouest de la place jusqu'au pont de la Mission, et l'utilisation de cette surface comme parc de stationnement payant, toujours en service (2021). La décennie suivante, le syndicat d'initiative s'installe dans un pavillon de facture moderne édifié en bordure ouest et masquant en partie le parc de stationnement qui s'étend derrière lui. Il est détruit au début du XXIe siècle laissant la place à un plus petit pavillon comportant des toilettes publiques et autres petits services.

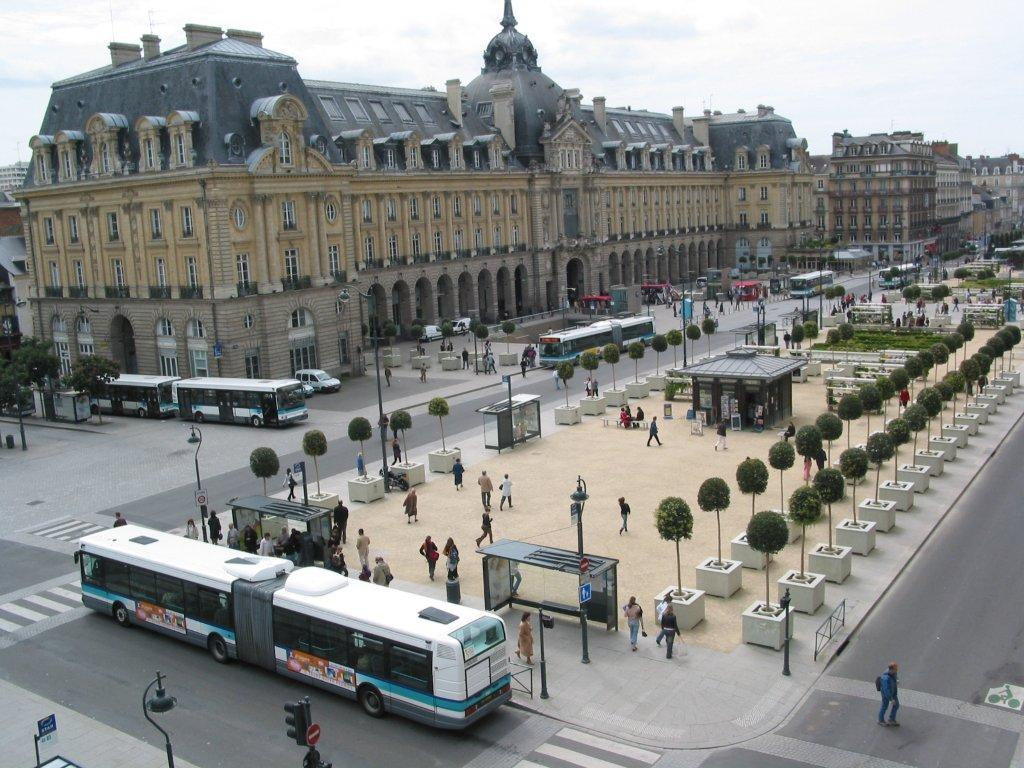
Place de la République, côté est, avec les stations de bus au bout de l'aile du palais du Commerce, à l'emplacement de l’ancienne bourse au travail.

Dans la deuxième moitié du XXe siècle, la place a évolué dans le cadre global de la mise en place de schémas de circulation jusqu'à la réalisation du métro et le choix de la place comme lieu d'implantation d'une station en sous-sol en dépit de la présence de la rivière. Peu de temps auparavant, la partie centrale est l'objet d'une rénovation aux conséquences esthétiques avec le déploiement de bibliothèques végétales dues à Patrick Nadeau et l'ajout de bacs à arbre et de bancs. Plus antérieurement encore, le désuet jardin à la française est supplanté successivement par différents partages entre le goût des espaces verts et la pression des usagers en recherche de places de stationnement. Une vue aérienne du milieu des années 1980 montre un partage à parts sensiblement égales entre les différents besoins et différents moyens de déplacement, en particulier entre voitures et bus, ceux-ci bénéficiant de l'innovation des voies en site propre, tant au Nord qu'au Sud, les chaussées étant pour la première fois divisées longitudinalement ; de plus, tout l'espace compris entre les parties avancées des ailes du palais est alors voué au stationnement des bus, pendant que deux modestes espaces verts, traversés en leur axe nord-sud par les piétons, occupent le centre en dissimulant heureusement les parkings payants de part et d'autre .
Si pendant la Seconde Guerre mondiale, la ville échappe au sort de Brest et autres villes détruites par les bombardements alliés de 1944, elle subit des bombardements localisés, pouvant être très meurtriers, et aussi l'année de la libération du pays, la destruction de ses ponts par l'occupant en déroute. À l'aube du 4 août 1944, les mines allemandes détruisent le pont Jean-Jaurès (ex-pont de Berlin !) en dégradant une partie de la voûte supportant la place ; coupent le pont de Nemours, pendant que le violent souffle emporte toutes les fenêtres alentour et endommagent fortement çà et là les immeubles du quai Lamartine. Mais la ville est libérée : les journalistes de L'Ouest-Éclair, qui va bientôt disparaître sous ce nom, prennent des photos de ces dommages, et la joie s'empare des Rennais. Une autre photographie nous les montre sur cette place portant en triomphe la Voix de la France, breton et libérateur.
Plus anecdotiquement, on aperçoit sur certains de ces clichés le tunnel en béton, courant à proximité de l'aile est du palais du Commerce, face interne, et vraisemblablement conçu par les Allemands à leur arrivée pour protéger les lignes de téléphone exposées aux bombardements dans la traversée de la place avant qu'elles ne rejoignent le standard du boulevard de Strasbourg. Ce tunnel se distingue sur plusieurs clichés antérieurs à la Libération : il fait environ deux mètres cinquante de hauteur et seuls deux escaliers de dix marches, de part et d'autre, permettent de le franchir en son milieu, comme le font deux soldats allemands sur un cliché reproduit dans le journal Le Rennais qui en montre la section alors qu'il semble vide de tout câble.
En 2016, les passants rencontrent des problèmes de sécurité liés au trafic de drogue dans l'axe des arcades. Une pétition a été déposée afin d'inciter les autorités à mettre fin à ces dérangements.

## Bâtiments remarquables et lieux de mémoire
- Palais du Commerce